# Phobos (album)
Pour les articles homonymes, voir Phobos.
Albums de Voivod
Negatron
(1995) Kronik
(1998)
Phobos est le neuvième album studio du groupe québécois Voivod, nommé en référence à l'une des deux lunes de la planète Mars. Cette lune se trouve aussi sur la pochette alternative de la version japonaise de l'album.
L'album poursuit la direction de son prédécesseur, Negatron, en transportant les auditeurs musicalement, conceptuellement et visuellement dans un univers parallèle et sombre. Les parties de batteries, rapides, bénéficient d'un son lourd, le son de la guitare basse est agressif et hectique, le son de la guitare très aiguë est abstrait, et le chant, pourtant diversifié et riche d'émotions, est plutôt utilisé comme un instrument supplémentaire en se retrouvant souvent mixé derrière le son des autres instruments.
Pour beaucoup de partisans du groupe et de nombreux experts, cet album est l'album le plus complexe et le plus difficile d'accès du groupe : là où certains parlent d'un véritable chef-d'œuvre, d'autres le qualifient d'expérimentation complexe, hectique et complètement ratée. L'album présente plusieurs instrumentalistes et chanteurs invités qui ne jouent toutefois qu'un petit rôle dans les chansons respectives. Comme pour le précédent album, Negatron, beaucoup de titres font allusion à des termes techniques et scientifiques en latin et soutiennent les concepts propres à la science-fiction que l'album évoque.
Il existe trois versions de cet album : une édition « classique » avec onze chansons, une version limitée avec deux chansons bonus, ainsi qu'une version japonaise avec un total de quatorze chansons. Une des chansons bonus, M-Body, a été écrite par Jason Newsted qui était encore le bassiste de Metallica à cette époque. L'autre chanson, 21st Century Schizoid Man est une reprise du groupe de rock progressif et rock psychédélique King Crimson. Cette chanson fut de temps en temps diffusée par des stations de radio alternatives, bien que la chanson la plus connue de l'album reste Forlorn.

## Membres du groupe
- Eric "E-Force" Forrest : voix et guitare basse
- Denis "Piggy" D'Amour : guitare
- Michel "Away" Langevin : Batterie

## Liste des morceaux
1. Catelepsy I - 1:15
2. Rise - 4:55
3. Mercury - 5:40
4. Phobos - 6:57
5. Bacteria - 8:08
6. Temps mort - 1:49
7. The Tower - 6:10
8. Quantum - 6:34
9. Neutrino - 7:43
10. Forlorn - 6:01
11. Catalepsy II - 1:07
12. M-Body (chanson bonus) 3:37
13. 21st Century Schizoid Man (chanson bonus, reprise de King Crimson) - 6:34
14. 21st Century Schizoid Man (Radio Edit Version) (chanson bonus au Japon)